# Gran Premi de l'oest dels Estats Units del 1978
Resultats del Gran Premi de l'oest dels Estats Units de Fórmula 1 de la temporada 1978, disputat al circuit de Long Beach, el 2 d'abril del 1978.

## Resultats
| Pos | No | Pilot                 | Equip                | Voltes | Temps/ Retirada  | Pos. de sortida | Punts |
| --- | -- | --------------------- | -------------------- | ------ | ---------------- | --------------- | ----- |
| 1   | 11 | Carlos Reutemann      | Ferrari              | 80     | 1h 52' 01. 301   | 1               | 9     |
| 2   | 5  | Mario Andretti        | Lotus - Ford         | 80     | + 11.061 s       | 4               | 6     |
| 3   | 4  | Patrick Depailler     | Tyrrell - Ford       | 80     | + 28.951 s       | 12              | 4     |
| 4   | 6  | Ronnie Peterson       | Lotus - Ford         | 80     | + 45.603 s       | 6               | 3     |
| 5   | 26 | Jacques Laffite       | Ligier - Matra       | 80     | + 1' 22.884 min. | 14              | 2     |
| 6   | 35 | Riccardo Patrese      | Arrows - Ford        | 79     | + 1 Volta        | 9               | 1     |
| 7   | 27 | Alan Jones            | Williams - Ford      | 79     | + 1 Volta        | 8               |       |
| 8   | 14 | Emerson Fittipaldi    | Fittipaldi - Ford    | 79     | + 1 Volta        | 15              |       |
| 9   | 36 | Rolf Stommelen        | Arrows - Ford        | 79     | + 1 Volta        | 18              |       |
| 10  | 17 | Clay Regazzoni        | Shadow - Ford        | 79     | + 1 Volta        | 20              |       |
| 11  | 10 | Jean Pierre Jarier    | ATS - Ford           | 75     | + 5 Voltes       | 19              |       |
| 12  | 8  | Patrick Tambay        | McLaren - Ford       | 74     | Accident         | 11              |       |
| Ret | 20 | Jody Scheckter        | Wolf - Ford          | 59     | Accident         | 10              |       |
| Ret | 19 | Vittorio Brambilla    | Surtees - Ford       | 50     | Transmissió      | 17              |       |
| Ret | 15 | Jean Pierre Jabouille | Renault              | 43     | Turbo            | 13              |       |
| Ret | 12 | Gilles Villeneuve     | Ferrari              | 38     | Accident         | 2               |       |
| Ret | 1  | Niki Lauda            | Brabham - Alfa Romeo | 27     | Encesa           | 3               |       |
| Ret | 3  | Didier Pironi         | Tyrrell - Ford       | 25     | Caixa canvi      | 22              |       |
| Ret | 37 | Arturo Merzario       | Merzario - Ford      | 17     | Caixa canvi      | 21              |       |
| Ret | 9  | Jochen Mass           | ATS - Ford           | 11     | Frens            | 16              |       |
| Ret | 2  | John Watson           | Brabham - Alfa Romeo | 9      | Caixa canvi      | 5               |       |
| Ret | 7  | James Hunt            | McLaren - Ford       | 5      | Accident         | 7               |       |
| NVS | 18 | Rupert Keegan         | Surtees - Ford       |        | Accident         |                 |       |
| NVS | 16 | Hans Joachim Stuck    | Shadow - Ford        |        | Accident         |                 |       |
| NVQ | 30 | Brett Lunger          | McLaren - Ford       |        |                  |                 |       |
| NVQ | 23 | Lamberto Leoni        | Ensign - Ford        |        |                  |                 |       |
| NVQ | 32 | Keke Rosberg          | Theodore - Ford      |        |                  |                 |       |
| NVQ | 25 | Hector Rebaque        | Lotus - Ford         |        |                  |                 |       |
| NVQ | 39 | Danny Ongais          | Shadow - Ford        |        |                  |                 |       |
| NVQ | 24 | Derek Daly            | Hesketh - Ford       |        |                  |                 |       |

## Altres
- Pole: Carlos Reutemann 1' 20. 636

- Volta ràpida: Alan Jones 1' 22. 215 (a la volta 27)